# 孫以瀚
孫以瀚博士（英語：Dr. Y. Henry Sun），中央研究院特聘研究员，专长于分子生物学。

## 经历
孫以瀚高中求学于国立新竹高级中学，后考取国立台湾大学植物系并获得理学士（1978年），而后远赴美国求学加州理工学院生物学博士（1986年），在耶魯大學生物系作博士後研究（1986-1988）。孙博士研究興趣在果蠅視覺系統的發育的分子調控機制。目前主要有三個研究方向：(1)如何決定細胞發育為眼睛，(2)如何控制複眼發育中的細胞增殖，(3)複眼與腦在發育過程中的交互作用。

## 公职
孙博士曾任中华民国行政院国家科学委员会副主任委员。
中华民国行政院国家科学委员会于2014年3月3日升格为中华民国科技部。